# Ульванський Антін Якович
Антін Якович Ульванський, або Антон Ульванський (28 квітня 1883, с. Стриганці, нині Тернопільського району — 25 серпня 1965) — український педагог, філолог, перекладач.

## Життєпис
Народився в сім'ї вчителя. Закінчив ц.-к. Золочівську гімназію у 1902 році, потім Львівський університет — лінгвістичний відділ філософського факультету (1907 р.). Першою вчительською посадою була в українській гімназії м. Тернополя. Жага до вдосконалення приводить юнака до Віденського університету, який він закінчив у 1918 році. В 1922 році одержав ступінь доктора лінгвістичних наук. З цього часу протягом 23 років працював директором гімназій Львова, Тернополя, Станиславова.
У 1928 році переїхав до Станиславова, де проживав у будинку № 1 на вул. Шевченка до кінця свого життя, з того часу працював директором жіночої гімназії. Не стояв осторонь громадського життя міста — активний член «Просвіти», меценат.
У 1945 році організував катедру іноземних мов при Станіславському медичному інституті, в якому працював по 1959 рік.
Антін Ульванський володів досконало латиною, грецькою та німецькою мовами. За цей час підготував до друку кишеньковий українсько-латинський медичний словник для медиків з короткою граматикою латинської мови, який охоплював 24 000 слів. Зробив переклад українською мовою творів Публія Корнелія Тацита «Історія», хоча на той час видати їх було з певних причин неможливо.
Був відданим патріотом України і любив її понад усе. В часи сталінського режиму, коли більшість друзів і знайомих були вислані на Колиму, він відверто заявляв, що Україна — це колонія Росії, робив постійні зауваження проти невірних назв вулиць і найменувань установ та організацій, які, як правило, були російською мовою. Поширював на той час заборонену літературу серед молоді та студентства… Давав читати твори Лепкого, Куліша. В результаті у 1965 році працівниками КДБ був проведений обшук і конфісковано багато цінних видань.
Виховав двох доньок і сина, мав дві внучки. Дуже любив спілкуватися з молоддю і безкоштовно проводив уроки репетиторства з німецької мови 2-3 рази на тиждень, а дружина готувала обіди на 6-7 студентів і таким чином підтримувала їх матеріальне становище.